# Rosalie Cadron-Jetté
Rosalie Cadron-Jetté (Lavaltrie, 27 janvier 1794 - Montréal, 5 avril 1864) est une religieuse canadienne  fondatrice des sœurs de Miséricorde de Montréal et reconnue vénérable par l'Église catholique en décembre 2013. En 2021, Rosalie Cadron est identifiée personnage historique par le Gouvernement du Québec.

## Biographie
Rosalie Cadron est née à Lavaltrie, Québec, le 27 janvier 1794, de l'union d'Antoine Cadron dit St-Pierre, cultivateur, et de Rosalie Roy dite Desjardins, sage-femme. Sa sœur cadette, née le 21 mars 1806, s'appelle Sophie Cadron. Sa famille est catholique et c'est l'abbé Louis Lamotte qui baptise Rosalie le jour de sa naissance. Jusqu'en 1822, elle vit à la résidence familiale de la rue Notre-Dame, à Lavaltrie.
Rosalie fut pensionnaire dans un couvent situé à Pointe-aux-Trembles à l'est de Montréal. Toutefois, elle n'y serait restée que quelques semaines parce qu'elle s'y serait trop ennuyée. Auprès de ses parents, elle apprend à tenir maison, faire de la couture et de l'artisanat. En 1806, Rosalie fait sa première communion; sa confirmation suivra un an plus tard en 1807.
Vers l'âge de 17 ans, vraisemblablement lors d'une fête de famille, Rosalie rencontre un "garçon-voyageur" du nom de Jean-Marie Jetté, et l'épouse le 7 octobre 1811 à l'église de Lavaltrie. Jean-Marie est le frère de Paul Jetté, l'oncle par alliance de Rosalie, et au moment de leur rencontre, il est déjà dans la trentaine. Jean-Marie s'installe donc avec Rosalie dans la maison familiale des Cadron et y devient cultivateur. Toujours en 1811, les parents de Rosalie cèdent la maison, les dépendances et le terrain à Rosalie et Jean-Marie, à la condition que les parents Cadron puissent continuer à y vivre jusqu'à leur mort et que Jean-Marie et Rosalie prennent soin de sa sœur Sophie jusqu'à ce qu'elle soit majeure.
Entre 1812 et 1832, Rosalie et Jean-Marie auront onze enfants, dont cinq mourront en bas âge (quatre avant la mort de Jean-Marie et un après, en 1836) : l'aîné, Jean-Marie (né en 1812), Marie-Rose (née en 1813), Pierre (né en 1815), François (né en 1817), Léocadie (née en 1819), Joseph-Léonard (né en 1819), un bébé anonyme, mort-né (1823), Marie Edwige (née en 1825 - décédée en 1827), Antoine (né en 1827 - décédé en 1827), Hedwige (née en 1830 - décédée en 1831), et Marie Hedwige (née en 1832 - décédée en 1836).
Bien qu'elle soit parmi les plus fertiles du Bas-Canada, la terre des Jetté n'est pas assez grande pour permettre aux enfants de Jean-Marie et Rosalie de s'y établir. Comme la seigneurie de Lanaudière, dont Lavaltrie faisait partie, ne compte plus de lots disponibles, les Jetté vendent leur propriété le 22 mai 1822 dans l'espoir de trouver ailleurs. De là, la famille déménage à Verchères, puis à Saint-Hyacinthe où, en 1824, elle achète une terre pour ensuite découvrir que le vendeur n'en était pas le propriétaire. C'est ainsi que vers 1826 la famille perd tout et décide de se rendre à Montréal où Jean-Marie travaille comme journalier.
Le 14 juin 1832, Jean-Marie Jetté meurt du choléra, comptant parmi les quelque 1 900 victimes de l'épidémie qui sévit alors à Montréal, laissant Rosalie Cadron-Jetté veuve avec sept enfants. À l'époque, les fils aînés de Rosalie, Jean-Marie et Pierre (âgés de 20 et 17 ans), étaient cordonniers et l'aînée des filles, Rose (âgée de 19 ans) était fiancée (prévoyant se marier en juillet 1833). Toutefois, les autres enfants de Rosalie, ainsi que sa mère, avaient encore besoin d'elle. C'est en 1838, après le décès de Madame Cadron, que l'emploi du temps de Rosalie se libère suffisamment pour lui permettre de s'investir dans des œuvres de charité.

## Hospice de Sainte-Pélagie
Entre 1830 et 1832, alors qu'ils vivaient à Montréal, Rosalie et Jean-Marie reçoivent, dans le milieu de la nuit, la visite d'une prostituée cherchant à fuir deux matelots appelés les matelos. Le couple Jetté cachent la femme dans leur cave jusqu'à ce que la menace des marins soit passée. Rosalie l'invite ensuite à rester chez elle, permettant à la femme de se reprendre en main et de refaire sa vie. Les enfants Jetté rapportent que la femme en question s'est mariée par la suite et s'est installée aux États-Unis.
Depuis son arrivée à Montréal, Rosalie Cadron-Jetté fréquente l'église Saint-Jacques où elle rencontre Ignace Bourget, évêque du diocèse de Montréal. En février 1841, elle adhère à l'archiconfrérie du Très Saint et Immaculé Cœur de Marie, un groupe de prière institué par Bourget pour la conversion des pécheurs. Dès 1840, Bourget fait appel à Rosalie lorsque des mères célibataires se confient à lui. C'est ainsi qu'entre 1840 et 1845, Rosalie place plus de vingt-cinq femmes chez des personnes disposées à les recevoir dans le secret. Elle s'impliquera également dans le suivi de chacune de ces grossesses, naissances et rétablissements.
Elle fait souvent appel à ses propres enfants, maintenant établis, pour prendre soin des futures mamans et en reçoit même quelques-unes chez elle. Après chaque naissance, Rosalie Cadron-Jetté fait baptiser le nouveau-né à la basilique Notre-Dame de Montréal, et en devient la marraine.
En 1845, la ville de Montréal est en pleine croissance démographique. Bien que les Sœurs Grises, fondées par Marguerite d'Youville en 1737, accueillent les nouveau-nés illégitimes depuis 1754, aucun service n'existe encore pour venir en aide aux mères célibataires.

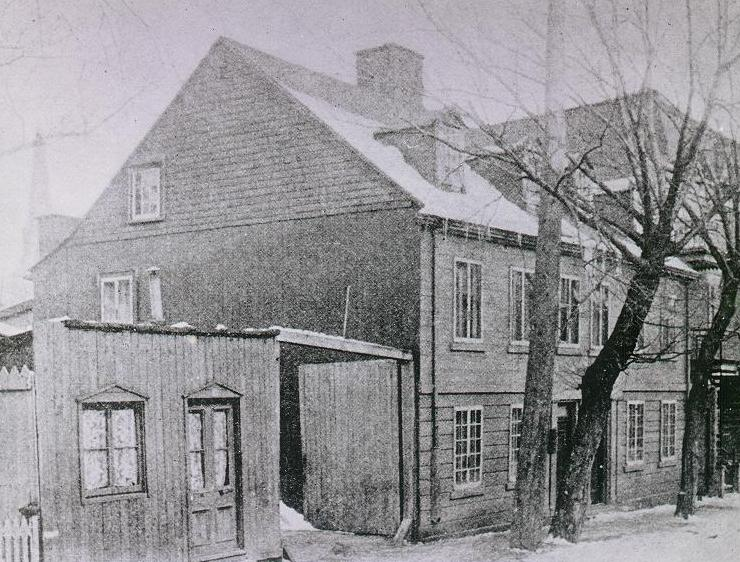
Maison de la rue Wolfe du Faubourg Québec de Montréal. En 1846, l'Hospice de Sainte-Lucie, fondé par Rosalie Cadron-Jetté, en occupera une partie.

Pour remédier à ce manque, Ignace Bourget dessine le projet de créer une nouvelle communauté religieuse, « sans traditions ni attaches antérieures gênantes », et demande à Rosalie d'y jouer un rôle de premier plan. Rosalie Cadron-Jetté accepte et, le 1er mai 1845, fonde l'hospice de Sainte-Pélagie. L'hospice se cache dans le grenier d'une maison située rue Saint-Simon dans le faubourg St-Laurent à Montréal et louée par Pierre Jetté à Aurélie Vinet, dite la veuve Scipiot,.
Les conditions de vie à l'hospice sont précaires. On y retrouve pour tout meuble qu'une table et des chaises, un poêle et quelques lits pour les mères et les assistantes, Rosalie couchant souvent directement sur le plancher. On accède au grenier par une échelle extérieure et la maison n'est pas isolée.
Les enfants Jetté, qui s'inquiètent des conditions de vie accablantes de l'hospice, tentent de dissuader Rosalie de poursuivre son projet, et vont essayer de l'évincer du grenier. Malgré tout, Rosalie persévère, prenant parfois soin à elle seule de huit femmes à la fois, jusqu'à l'arrivée, en juillet 1845, de Sophie Desmarets. Cette première associée, elle-même veuve, prend soin des mères et sollicite parfois l'entourage pour obtenir des dons en faveur de l'hospice.
Grâce aux efforts de Sophie Desmarets et d'Ignace Bourget, l'hospice tombe dans les bonnes grâces d'Antoine-Olivier Berthelet, un riche philanthrope, qui donne d'abord de l'argent, de la nourriture et du bois de chauffage, puis devient le principal bailleur de fonds lors de la construction de l'édifice des Sœurs de Miséricorde, boulevard Dorchester.
En 1846 et 1847, l'hospice déménage tour à tour dans des locaux plus grands situés rue Wolfe, puis au coin des rues Sainte-Catherine et Saint-André.

## Institut des Sœurs de Miséricorde
Le 16 janvier 1848, à l'âge de 53 ans, Rosalie Cadron-Jetté et sept consœurs de travail de l'hospice prononcent leurs vœux de religion. Mgr Ignace Bourget, évêque de Montréal, et Émilie Gamelin, fondatrice des Sœurs de la Providence y assistent. C'est ainsi que Rosalie devient Mère de la Nativité, son nom de religion. Ensemble, les huit femmes de l'hospice forment l'Institut des Sœurs de Miséricorde.
L'Institut se voit donner pour mission : "Vivre la miséricorde de Jésus avec les filles et les femmes en situation de maternité hors mariage et leurs enfants et, encore, avec les mères de famille vivant difficilement leur maternité."  C'est la première communauté religieuse au Canada à recevoir un tel mandat. En plus des trois vœux traditionnels de pauvreté, de chasteté et d'obéissance, les Sœurs de Miséricorde font également vœu d'assister les femmes pauvres "dans leurs maladies".
Le 17 janvier 1848, des élections présidées par Mgr Bourget ont lieu chez les Sœurs de Miséricorde. Josephte Malo-Galipeau (en religion Mère Sainte-Jeanne-de-Chantal) est élue supérieure. Rosalie Cadron-Jetté est nommée conseillère, conservant toutefois ses responsabilités d'infirmière.
Cette nomination permet à Rosalie Cadron-Jetté de poursuivre son travail de soignante auprès de la clientèle de la maternité, mais aussi de soigner les malades à domicile et de visiter les prisons. Certaines sources, dont le livre d'Hélène Grégoire Rosalie Cadron-Jetté. Une histoire d'audace et de compassion, indiquent que Rosalie Cadron-Jetté se serait fait offrir le poste de supérieure mais qu'elle aurait décliné l'offre.
Dès lors, afin d'honorer le quatrième vœu que chacune d'elles a prononcé la veille, les six premières religieuses des Sœurs de Miséricorde, dont Rosalie (Mère de la Nativité), commencent l'étude de la sage-femmerie, sous la supervision du Dr Eugène-Hercule Trudel, jeune obstétricien. La formation, d'une durée de dix-huit mois, leur permet de passer un examen présidé par deux membres du Collège des Médecins et Chirurgiens du Bas-Canada et d'obtenir ainsi, le 12 juillet 1849, un certificat de sage-femme. Le 22 juillet 1848, sainte Marie-Madeleine est nommée patronne de l'Institut.
Malgré leur discrétion, les Sœurs de Miséricorde et leur mission n'échappent pas à la désapprobation publique. Dès les premières années de l'hospice de Sainte-Pélagie et de l'Institut, l'endroit où Rosalie Cadron-Jetté et les Sœurs œuvrent doit demeurer secret afin de protéger les mères célibataires des injures et du mépris. Les sœurs et les novices se font injurier presque quotidiennement lorsqu'elles emmènent les nouveau-nés à l'église Notre-Dame pour les faire baptiser puis chez les Sœurs Grises, à qui ils sont confiés.
En 1850, le Collège des Médecins demande à Mgr Bourget la permission de recourir à la clientèle de la maternité de Sainte-Pélagie et à l'expertise des Sœurs en matière d'obstétrique pour former ses étudiants en médecine. Bourget acquiesce malgré l'opposition des Sœurs. Ces dernières obtiennent toutefois qu'une religieuse soit toujours présente auprès des femmes pendant l'accouchement. La tension monte entre les sœurs et les étudiants en obstétrique. Le manque d'hygiène et le comportement désinvolte de certains étudiants à l'égard des patientes irritent profondément les sœurs. Les Sœurs de Miséricorde, quant à elles, sont compétentes et offrent leurs services dans le cadre d'une mission sans but lucratif, ce qui représente une compétition certaine pour les jeunes médecins en quête de patients.
En 1851, les Sœurs de Miséricorde déménagent rue Campeau, dans une maison-mère. Entre 1852 et 1853, les Sœurs décident d'offrir aux jeunes femmes ne sachant où aller une fois leur maternité terminée la possibilité de demeurer auprès d'elles, dans la communauté. Celles-ci seront appelées les « Madeleines », même s'il n'est pas encore question pour elles d'un engagement religieux.
En 1853, cédant à la pression de certains médecins et de leurs étudiants, Mgr Bourget remet en question le quatrième vœu des Sœurs (celui portant sur le travail de sage-femme), proposant que les Madeleines soient instruites en matière d'obstétrique afin de remplacer les Sœurs auprès des mères célibataires. En cette unique occasion, Rosalie Cadron-Jetté s'oppose à Mgr Bourget, estimant que le travail de sage-femme est une responsabilité trop lourde pour les Madeleines.
Malgré l'opposition de Rosalie Cadron-Jetté et la mère supérieure, les Sœurs de Miséricorde se voient en 1855 contraintes par la Congrégation pour les instituts de vie consacrée et les sociétés de vie apostolique de réviser leurs constitutions et d'abandonner leur quatrième vœu. Les soins intimes donnés aux femmes semblent pour la Congrégation en désaccord avec la vertu des religieuses,. Dès lors, les sœurs doivent avoir recours aux services de médecins, de sages-femmes laïques et d'un tiers ordre, les Filles de Sainte-Thaïs (plus tard renommées Filles de Sainte-Marguerite).
L'année 1859 voit la fondation par les Sœurs de Miséricorde du Madelon, pour accueillir les Madeleines désireuses de faire un engagement religieux. Leur vocation est différente et les voue à la contemplation. À l'époque, l'œuvre des Madeleines est très populaire en Europe où des communautés religieuses accueillent des "repenties" ou des "pénitentes", surtout des prostituées converties, placées sous la protection de sainte Marie-Madeleine, la plus célèbre "pécheresse" des débuts de l'Église Catholique, d'où leur nom,. Pendant l'époque où dure l'ordre du Madelon, environ 1 % à 1,5 % des mères accueillies par les Sœurs de Miséricorde sont devenues Madeleines.

## Dernières années de vie de Rosalie
À partir de 1859, la santé de Rosalie Cadron-Jetté, atteinte d'une néphrite, connue à l'époque sous le nom d'hydropisie, décline de plus en plus. Ses contemporaines rapportent qu'elle souffre de problèmes d'un œdème aigu du poumon et des jambes. Elle éprouve de la difficulté à respirer et ses quintes de toux et étouffements fréquents dérangent ses compagnes de dortoir.
Vers 1861, Mgr Bourget demande à Mère Sainte-Jeanne-de-Chantal d'octroyer à Rosalie une chambre privée. La supérieure fait emménager Rosalie dans une chambre loin des activités de la maison et la tient isolée, interdisant les visites de ses consœurs et des membres de sa famille. Mgr Bourget intervient pour que Rosalie ait une chambre donnant sur la chapelle.
Le 10 février 1864, Mgr Bourget rend visite aux Sœurs de Miséricorde et profite de l'occasion pour administrer les derniers sacrements à Rosalie Cadron-Jetté, en présence de toutes les religieuses de la congrégation. Le 4 avril 1864, prévenu du déclin de son état de santé, il se rend au chevet de la malade pour prier avec elle une dernière fois. Rosalie Cadron-Jetté meurt le lendemain, pendant la nuit du 5 avril 1864.
À son décès, Rosalie Cadron-Jetté laisse une communauté de trente-trois religieuses professes, onze novices et postulantes, et vingt-cinq madeleines et autres femmes impliquées dans l'Institut.
En raison de la fermeture de la maison-mère au printemps 2020, le tombeau de la Vénérable Mère fut déplacé dans la Crypte de la Cathédrale Marie-Reine-du-Monde, à Montréal

## Cause de canonisation
En 1881, Mgr Bourget adresse ces mots aux Sœurs de Miséricorde : "Il faut faire canoniser votre Mère de la Nativité; il faut que vous ayez assez de foi et de confiance en sa protection, pour en obtenir des miracles, et alors l'Église se prononcera".
En 1989, le cardinal Paul Grégoire, alors archevêque de Montréal, signe le décret d’ouverture de l’enquête canonique sur Rosalie Cadron-Jetté. Le 6 novembre 1990, le tribunal diocésain chargé de la cause est officiellement ouvert et Rosalie Cadron-Jetté se voit attribuer le vocable de "servante de Dieu", première des quatre étapes menant à la canonisation.
Le 12 novembre 1990, l'autorisation de la Congrégation pour la Cause des Saints (CCS) à Rome est reçue. La cause de Rosalie Cadron-Jetté est enregistrée au protocole de la CCS sous le numéro 1755. Une enquête est alors menée pour s'assurer que Rosalie Cadron-Jetté ne fait l'objet d'aucun culte public. S'ensuit la rédaction finale des actes du procès diocésain qui sont ensuite envoyés à Rome et vérifiés par le sous-secrétaire de la CCS. Le 29 janvier 1993, le décret sanctionnant les actes du procès pour la cause de Rosalie est signé par Jean-Claude Turcotte et lu par Michel Parent, chancelier du diocèse de Montréal.
Après le décret, une positio est rédigée à Montréal par Sœur Gisèle Boucher pour présenter à Rome tous les éléments recueillis pendant l’enquête et le procès diocésains. Cette positio de 856 pages, base de la cause de canonisation de Rosalie Cadron-Jetté, a été soumise à la CSS le 1er juillet 1994.
Le 29 mars 1996, le comité des experts historiens de la CCS approuve la positio à l’unanimité.
Le 30 novembre 2011, le comité d’experts théologiens de la CCS approuve la "positio" à l'unanimité et cette dernière est remise à la Commission des Cardinaux afin qu'ils recommandent au pape la signature du décret de vénérabilité, seconde étape du processus de canonisation.
Lors du consistoire du 9 décembre 2013, le Pape François a solennellement reconnu les vertus héroiques de la Servante de Dieu, en la déclarant Vénérable.

## Fête
La Vénérable Rosalie Cadron-Jetté est fêtée le 5 avril, jour de sa naissance au ciel, dies natalis.

## Héritage

### Institutions
De nombreuses institutions nord-américaines commémorent Rosalie Cadron-Jetté :
- École Rosalie-Jetté à Montréal, où les mères-adolescentes, âgée de 12 à 19 ans, peuvent poursuivre leurs études en jumelant leurs rôles de mère et d'élève[12].
- Rosalie Manor à Milwaukee, institué par les Sœurs de Miséricorde en 1908[13].
- Rosalie Hall à Toronto, centre pour nouveaux parents[14].
- Rosalie Hall à New York, centre de ressourcement pour les adolescentes enceintes ou qui sont mères[15].
- Villa Rosa à Winnipeg, centre de soin pour les mères et leurs bébés[16].

### Organismes

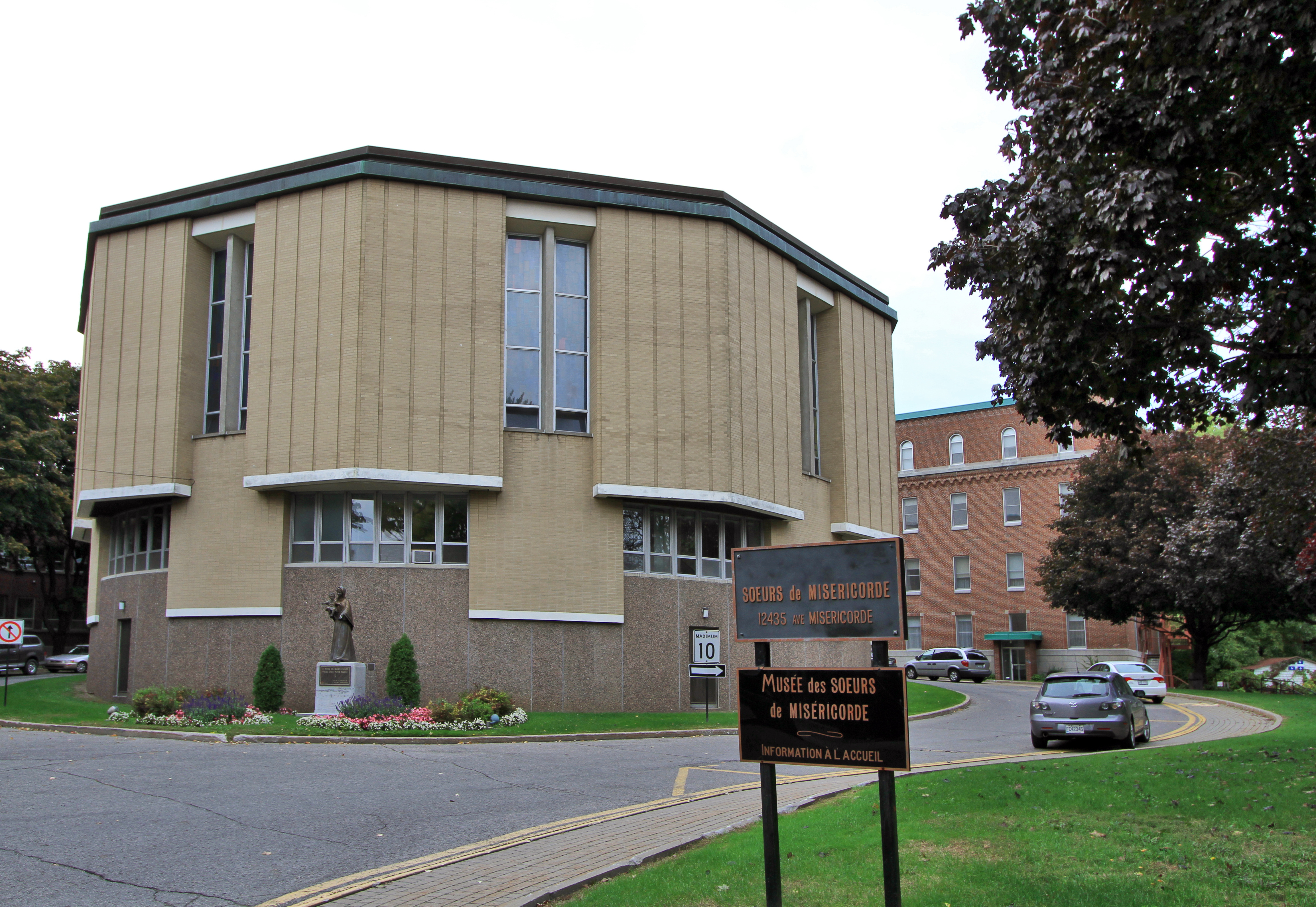
Ancien musée à Montréal

- Espoir Rosalie à Gatineau, organisme d'aide aux femmes monoparentales[17]
- La Petite Maison de la Miséricorde Montréal, organisme d'aide aux chefs de familles monoparentales féminines[18]
- Le Musée des Soeurs de la Miséricordes situé à Cartierville a dû fermer définitivement ses portes en octobre 2020 à la suite de la faillite du groupe d'acheteur. Des informations demeurent toutefois disponibles sur le site web du musée  [19]
- La Maison Rosalie-Cadron à Lavaltrie est un musée qui présente l'histoire de Rosalie Cadron ainsi que le mode de vie et les savoir-faire des habitants des campagnes au début du 19e siècle[20].

### Roman historique et série télédiffusée inspirés par Rosalie
- Micheline Lachance (1944-), Les filles tombées, Québec Amérique, Montréal, 2008, 438 pages
- "Toute la vie", de l'auteure Danielle Trottier, série télédiffusée sur les ondes de Radio-Canada[21]

### Une fleur
- À l'été 2020, un nouvel hybride d'hémérocalle est ajouté au registre officiel de l’AMERICAN DAYLILY SOCIETY. Celui-ci porte le nom de Rosalie Cadron et fût créé à Lavaltrie[22].

### Toponymie
- Rue Rosalie-Cadron, Lavaltrie[23]
- Rue Rosalie-Cadron, Repentigny [24]

### Sources numériques
- Andrée Désilets, «Cadron, Marie-Rosalie, de la Nativité», consulté le 22 mai 2021 (lire en ligne)

- L'abbé Élie-J. Auclair, «Histoire des Soeurs de la miséricordes de Montréal: les premiers soixante-quinze ans de 1848 à 1923», 1928 (lire en ligne)

- Maison Rosalie-Cadron, «Qui est Rosalie Cadron-Jetté?», consulté le 22 mai 2021 (lire en ligne)

- Centre Rosalie Cadron-Jetté, «Rosalie Cadron-Jetté», consulté le 22 mai 2021 (lire en ligne)

- Hélène Grégoire, «Rosalie Cadron-Jetté. Une histoire d'audace et de compassion» (ISBN 0978078403, lire en ligne)